# Marguerite Lescop
Marguerite Lescop, nacida Marguerite Geoffrion (8 de noviembre de 1915 - 3 de abril de 2020) fue una autora, editora y oradora pública canadiense.

## Biografía
Después de la muerte de su esposo, René Lescop, asistió a talleres de escritura y escribió su autobiografía, Le Tour de ma vie en 80 ans, publicada en 1996 por Salon du livre de Montréal. El libro obtuvo un éxito considerable, con más de 100 000 copias vendidas. Dio numerosas conferencias en casas de retiro en todo Quebec.
Fundó su propia editorial, Éditions Lescop, y publicó dos libros con ella: En effeuillant la Marguerite (1998) y Les Épîtres de Marguerite (2000). Con Éditions Fides, publicó Nous, les vieux, una serie de entrevistas con Benoît Lacroix, un buen amigo de Lescop. En 2007, publicó tres libros con la editorial Guy Saint-Jean Éditeur.

## Muerte
Marguerite Lescop murió el 3 de abril de 2020 en el Instituto Universitario de Geriatría de Montreal - Pavillon Alfred-Desrochers en Montreal a la edad de 104 años debido al COVID-19 causado por el SARS-CoV-2 durante la pandemia de enfermedad por coronavirus.

## Distinciones
- Orden de Canadá (2001)[9]